# Kanton Cayenne-Nord-Ouest
Kanton Cayenne-Nord-Ouest is een kanton van het Franse departement Frans-Guyana. Kanton Cayenne-Nord-Ouest maakt deel uit van het arrondissement Cayenne en telt 3.831 inwoners (2007).
Het kanton Cayenne-Centre omvat slechts een deel van de gemeente Cayenne.
Îles du Salut zijn onderdeel van van Kanton Cayenne-Nord-Ouest.